# Vilenka
Vilenka (en rus: Виленка) és un poble del krai de Krasnoiarsk, a Rússia, que en el cens del 2010 tenia 32 habitants. Pertany al districte de Balakhtà.